# 比夫龍
比夫龍（Bifrons），所羅門王72柱魔神中排第46位的魔神，位階伯爵，統帥6個軍團。教人以占星、艺术、几何，喜欢移动尸体或点亮坟墓上的蜡烛。